# Amphoe Kumphawapi
Amphoe Kumphawapi (Thai อำเภอ กุมภวาปี) ist ein Landkreis (Amphoe – Verwaltungs-Distrikt) im Süden der Provinz Udon Thani. Die Provinz Udon Thani liegt im nordwestlichen Teil des Isan, der Nordostregion von Thailand.

## Etymologie
กุมภา – Kumpha kommt aus dem Sanskrit (kumbha) und bedeutet Wasserkrug oder das Tierkreiszeichen Wassermann. วาปี – Wapi kommt von Sanskrit vapi, was Weiher bedeutet.

## Geographie
Benachbarte Bezirke (von Südwesten im Uhrzeigersinn): die Amphoe Non Sa-at, Nong Saeng, Mueang Udon Thani, Prachaksinlapakhom, Ku Kaeo und Si That in der Provinz Udon Thani, Amphoe Tha Khantho der Provinz Kalasin, sowie Amphoe Kranuan der Provinz Khon Kaen.
Eine wichtige Sehenswürdigkeit des Bezirks ist der See Nong Han (Kumphawapi) oder im Volksmund Thale Bua Daeng („See des roten Lotus“), der von Oktober bis März mit tausenden von rosa Seerosen bedeckt ist.

## Geschichte
In Ban Mueang Phruek besteht eine prähistorische Ausgrabungsstätte.
Mueang Kumphawapi war eine der vier ursprünglichen Distrikte von Udon Thani, aus denen 1908 in der Thesaphiban-Verwaltungsreform Amphoe gemacht wurden.

## Verkehr
Kumphawapi verfügt über einen Bahnhof an der Nordostlinie der thailändischen Eisenbahn (Strecke Nakhon Ratchasima–Nong Khai). Durch den Bezirk führt die Thanon Mittraphap („Straße der Freundschaft“; Nationalstraße 2).

## Verwaltung
Provinzverwaltung
Amphoe Kumphawapi ist in 13 Gemeinden (Tambon) eingeteilt, welche wiederum in 175 Dörfer (Muban) unterteilt sind.
| No. | Name       | Thai    | Dörfer | Einw.  |
| --- | ---------- | ------- | ------ | ------ |
| 01. | Tum Tai    | ตูมใต้    | 09     | 07.059 |
| 02. | Phan Don   | พันดอน   | 20     | 17.628 |
| 03. | Wiang Kham | เวียงคำ  | 18     | 10.365 |
| 04. | Chaelae    | แชแล    | 14     | 10.442 |
| 06. | Chiang Wae | เชียงแหว | 13     | 08.746 |
| 07. | Huai Koeng | ห้วยเกิ้ง  | 08     | 05.592 |
| 09. | Soephloe   | เสอเพลอ | 19     | 11.997 |
| 10. | Si O       | สีออ     | 08     | 04.522 |
| 11. | Pakho      | ปะโค    | 17     | 11.355 |
| 13. | Pha Suk    | ผาสุก    | 10     | 06.483 |
| 14. | Tha Li     | ท่าลี่     | 13     | 09.628 |
| 15. | Kumphawapi | กุมภวาปี  | 14     | 13.374 |
| 16. | Nong Wa    | หนองหว้า | 11     | 07.845 |

Hinweis: Die fehlenden Codes gehören zu den Tambon, aus denen heute Amphoe Prachaksinlapakhom besteht.
Lokalverwaltung
Es gibt neun Kleinstädte (Thesaban Tambon) im Landkreis:
- Kumphawapi (เทศบาลตำบลกุมภวาปี), bestehend aus Teilen des Tambon Kumphawapi,
- Phan Don (เทศบาลตำบลพันดอน), bestehend aus Teilen des Tambon Phan Don,
- Huai Koeng (เทศบาลตำบลห้วยเกิ้ง), bestehend aus dem gesamten Tambon Huai Koeng,
- Pakho (เทศบาลตำบลปะโค), bestehend aus dem gesamten Tambon Pakho,
- Kong Phan Phan Don (เทศบาลตำบลกงพานพันดอน), bestehend aus den anderen Teilen des Tambon Phan Don,
- Wiang Kham (เทศบาลตำบลเวียงคำ), bestehend aus dem gesamten Tambon Wiang Kham,
- Chiang Wae (เทศบาลตำบลเชียงแหว), bestehend aus dem gesamten Tambon Chiang Waem,
- Nong Wa (เทศบาลตำบลหนองหว้า), bestehend aus dem gesamten Tambon Nong Wa,
- Chaelae (เทศบาลตำบลแชแล), bestehend aus dem gesamten Tambon Chaelae.

Außerdem gibt es sechs „Tambon Administrative Organizations“ (TAO, องค์การบริหารส่วนตำบล – Verwaltungs-Organisationen) für die Tambon im Landkreis, die zu keiner Stadt gehören.